# Antivrijmetselarij
Antivrijmetselarij of Antimaçonnerie is een tegenbeweging ontstaan om de vrijmetselarij op georganiseerde wijze te bestrijden.

## Begrip
De antivrijmetselarij vindt haar oorsprong in godsdienstige of politieke motivaties. Antimaçonnieke projecten werden op poten gezet door verschillende groeperingen binnen het christendom (vooral de Rooms-Katholieke Kerk), de islam, het charedisch jodendom, het communisme en het nationaalsocialisme.
Instrumenten die worden gebruikt door de antivrijmetselarij, zijn onder andere boeken, tijdschriften, tentoonstellingen, congressen, politieke partijen en verenigingen.

### Godsdienstige antimaçonnerie
Godsdienstig gemotiveerde antimaçonnerie is gebaseerd op onverenigbaarheden tussen de opvattingen en de beginselen van de vrijmetselarij, en die van verschillende godsdienstige stelsels.
De meest bekende vorm van antimaçonnerie is de houding van de rooms-katholieke kerk tegenover de vrijmetselarij. De kerkelijke hiërarchie nam hierin het voortouw. In de 20e eeuw vond het katholieke antimaçonnisme haar uitdrukking in stromingen zoals het integralisme en het modernisme. Vandaag de dag is de kerkelijke hiërarchië veel minder offensief tegen de vrijmetselarij. Overblijfselen hiervan zijn vandaag nog te vinden in het traditionalisme van bijvoorbeeld de Priesterbroederschap Sint Pius X van aartsbisschop Marcel Lefebvre. Die sinds 2000 de antimaçonnieke beweging Militia Immaculatæ hebben heropgericht.
Ook in de Oosters-orthodoxe kerken bestond een uitgesproken antimaçonnisme. Maar ook in de islam bestaat een dergelijke grondhouding. Een voorbeeld hiervan is het Handvest van Hamas.
Binnen het protestantisme en het jodendom bestaan er aanzienlijke strekkingen die een positieve ingesteldheid hebben tegenover de vrijmetselarij, naast strekkingen die eerder kritisch staan.

### Politieke antimaçonnerie
Politiek gemotiveerde antimaçonnerie is gebaseerd op onverenigbaarheden tussen de filosofische beginselen van de vrijmetselarij en verschillende ideologieën die partijpolitiek worden uitgedragen. Ook het geheim karakter van de vrijmetselarij speelt hierbij een belangrijke rol.
In het bijzonder heeft de vrijmetselarij het steeds zeer moeilijk gehad in landen met totalitaire stelsels. Zo zijn communistisch Rusland van Lenin, maoïstisch China van Mao en nationaalsocialistisch Duitsland van Adolf Hitler, en hun respectieve vazalstaten, voorbeelden hiervan. De enige uitzondering hierop is communistisch Cuba van Fidel Castro, waar de vrijmetselarij wordt geïnstrumentaliseerd door het regime.
Tevens werd de vrijmetselarij verboden in landen met autoritaire stelsels. Voorbeelden hiervan zijn het austrofascistische Oostenrijk van Engelbert Dollfuss, het falangistische Spanje van Francisco Franco en het corporatistische Portugal van António de Oliveira Salazar
Maar ook in liberale democratieën bestaat er een politieke antimaçonnerie. In de Verenigde Staten van Amerika werd in 1828 te New York de Anti-Masonic Party opgericht als eerste van een lange reeks derde partijen in de Amerikaanse politiek. Dit was een uitvloeisel van de bredere Anti-Masonic Movement en gebeurde naar aanleiding van verschillende schandalen die voor maatschappelijke beroering zorgden. De partij nam deel aan de presidentsverkiezingen van 1832. De kandidaat president was William Wirt, een voormalige vrijmetselaar, en de kandidaat vicepresident was Amos Ellmaker. De partij behaalde 7,78 % van de stemmen. Op staatsniveau had de partij gouverneurs in Vermont en Pennsylvania.
Ook vandaag is politiek georganiseerde antimaçonnerie actueel. In het Verenigd Koninkrijk. Sedert 1997 is er een beweging binnen de Labour Party actief die streeft naar publicatie van lidmaatschap van de vrijmetselarij en het uitoefenen van politieke en openbare mandaten, zoals parlementsleden, ministers, leden van de politie of magistraten. Deze beweging werd geleid door voormalig minister van binnenlandse zaken Jack Straw. Enkel in de Nationale Vergadering van Wales werd deze vereiste omgezet in wetgeving. Voor de andere deelstaten van het Verenigd Koninkrijk geldt geen wettelijke verplichting tot melding, maar bestaat er een erecode voor vrijwillige melding binnen bepaalde beroepscategorieën, zoals politie en magistratuur.
Gelijkaardige initiatieven werden in Italië en in de Europese Unie georganiseerd, zonder succes.

### Antimaçonnieke complottheorieën
Er bestaan ook een aantal complottheorieën m.b.t. de vrijmetselarij en vrijmetselaars die te vatten zijn onder de noemer van het internationale judeo-maçonnieke complot. Veel besproken thema's hierbij zijn de Bilderbergconferentie, de Trilaterale commissie, de Council on Foreign Relations, de Protocollen van de wijzen van Sion, de Illuminati, de Priorij van Sion, de joden en de Talmoed en kabbala, de Rozenkruisers en de Tempeliers.
Hierover zijn recent een paar bekende boeken verschenen die deze thematiek behandelen, zoals Het heilige bloed en de heilige graal van Henry Lincoln, samen met Michael Baigent en Richard Leigh, De slinger van Foucault en De begraafplaats van Praag van Umberto Eco en De Da Vinci Code van Dan Brown.
Alhoewel deze theorieën in een ver verleden een bepaalde grond van waarheid bevatten, is de voorstelling van zaken allesbehalve historisch correct of objectief en rationeel te bewijzen aan de hand van bewijzen.

## Antimaçonnieke literatuur

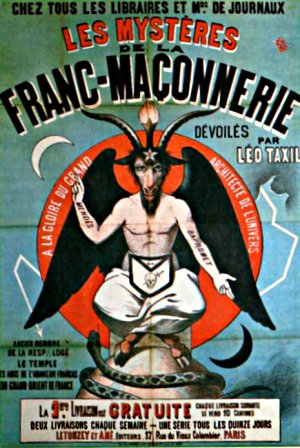
Affiche voor een boek van Léo Taxil.

De grootste verzameling antimaçonnieke literatuur ter wereld bevindt zich in het Cultureel Maçonniek Centrum 'Prins Frederik' te Den Haag.

### Boeken
Een antimaçonniek boek is een boek dat gepubliceerd wordt om de vrijmetselarij te schaden. Afhankelijk van de invalshoek van de schrijver wordt de vrijmetselarij in verband gebracht met een of andere religieuze, maatschappelijke of politieke stelling.
Het oudste antimaçonnieke boek is van de hand van Ernst August von Göchhausen (1740–1824). Deze publiceerde in 1786 te Weimar anoniem een boek, getiteld Exthüllungen des Systems der Weltbürger-Politik. In dit boek stelde de auteur dat de vrijmetselarij een georganiseerde poging was vanwege verschillende maatschappelijke groepen ter vervanging van de fundamentele sociale ordening van de samenleving zoals die typisch was in het oude Europa, door een kosmopolitische wereldstaat. Hij noemde vrijmetselaars en Beierse illuminati als voorbeeld.
Later wordt de vrijmetselarij vanuit religieuze hoek beschreven als een beweging van duivelsaanbidders of als een politiek complot.
Er zijn antimaçonnieke boeken van onafhankelijke auteurs, maar ook die horen bij een georganiseerd congres.
Bekende antimaçonnieke auteurs en boeken zijn verder:
- Léo Taxil (onder pseudoniem van Dr. Bataille): Le Diable au XIXe siècle (1895)
- E.H. Augustin de Barruel: Mémoires pour servir à l'histoire du Jacobinisme (...)
- Jim Marrs: Regeren vanuit het Duister (2005)
- Robert Vallery-Radot: Dictature de la Maçonnerie (1934)
- Joseph Santo: La Franc-Maçonnerie démasquée (1927)
- Gabriel Soulacroix: La Franc-Maçonnerie et l'enfant (ca. 1910)
- Amand Neut: Attentats de la Franc-Maçonnerie à l'ordre social (1868)
- Léon de Génieu: Les Francs-Maçons peints par eux-mêmes, d'après des documents authentiques (1899)
- W. Schwier: Vrijmetselarij, een volksvijandige organisatie (1941)
- Harun Yahya: Judaism and Freemasonry (1986)

### Tijdschriften
Bekende antimaçonnieke tijdschriften zijn:
- L'Anti-Maçon
- Revue Internationale des Sociétés Secrètes
- Franc-Maçonnerie démasquée
- Bulletin Antimaçonnique
- Antivrijmetselaarstijdschrift
- La France antimaçonnique

## Antimaçonnieke congressen
Op het einde van de 19e eeuw en in de eerste helft van de 20e eeuw werden er op nationaal en internationaal niveau antimaçonnieke congressen georganiseerd. Voorbeelden van antivrijmetselaarscongressen zijn:
- internationaal: het eerste Internationale Antimaçonnieke Congres in Trente, onder auspiciën van de paus georganiseerd door de Ligue Internationale Antimaçonnique op 26 september 1896
- nationaal: Premier Congrès antimaçonnique de Paris georganiseerd door de Association Antimaçonnique de France en gehouden te Parijs op 8 en 9 juni 1909

## Antimaçonnieke verenigingen
Antimaçonnieke verenigingen zijn verenigingen opgericht met als doel de vrijmetselarij op georganiseerde wijze te bestrijden. Voorbeelden van antimaçonnieke verenigingen zijn:
- Ligue antimaçonnique belge (België)
- Union Antimaçonnique Universelle
- Ligue catholique anti-maçonnique (Frankrijk)
- Ligue Anti-judéo-maçonnique La France Catholique (Frankrijk)
- Association Antimaçonnique de France (Frankrijk)
- Stichting Argus
- Militia Immaculatæ (wereldwijd)

## Antimaçonnieke organisaties
Antimaçonnieke organisaties zijn organisaties die niet als doel opgericht zijn tegen de vrijmetselarij maar die ideologisch wel antimaçonniek zijn. Voorbeelden van antimaçonnieke organisaties zijn:
- Arabische Socialistische Ba'ath-partij (Irak)
- Blood & Honour (Europa & Noord-Amerika)
- Falange Española (Spanje)
- Hamas (Palestina)
- Hizb ut-Tahrir (wereldwijd)
- Moslimbroederschap (wereldwijd)
- Nationaalsocialistische Duitse Arbeiderspartij (Duitsland)
- Nationaalsocialistische Japanse Arbeiderspartij (Japan)
- Reconquête (Frankrijk)
- Schild & Vrienden (België)
- Traditie, Familie en Privé-eigendom (wereldwijd)